# Talun (Kayen)
Talun is een bestuurslaag in het regentschap Pati van de provincie Midden-Java, Indonesië. Talun telt 4583 inwoners (volkstelling 2010).